# Inmate 48
Inmate 48 er en dansk kortfilm fra 2014 instrueret af Sohail Hassan.

## Handling
Fængselsinspektøren ved, at en provokerende og voldelig fange løber om hjørner med ham, og inspektøren er fast besluttet på at stoppe hans små tricks. Men da inspektøren går mere til stålet, får det også den indsatte op i gear.

## Medvirkende
- Danny Thykær, Fange nr. 48
- Morten Thunbo, Fængselsinspektør
- Alexandra Ternstrøm, Fængselspsykiater
- Mads Korsgaard, Vagt
- Morten Silverfox Petersen, Vagt
- Duane Hobson, Vagt
- Jesper Priisholm, Vagt
- Michelle Bercon, Inspektørens kone
- Sofia Lever, Lille pige
- Peer Mørk, Indsat